# Две крепости
«Две кре́пости» (англ. The Two Towers) — второй том романа «Властелин колец» английского писателя Дж. Р. Р. Толкина в жанре эпического фэнтези. Впервые книга была опубликована в Лондоне 11 ноября 1954 года, а 21 апреля 1955 года книга вышла в США. Название книги является многозначным: во «Властелине колец» упоминаются пять «башен» (крепостей), и даже сам Толкин рассматривал разные варианты пар этих башен. В отличие от первого тома, в «Двух крепостях» появляются параллельные сюжетные линии, посвящённые разным героям, что создаёт эффект напряжения и неизвестности. Книга была в целом хорошо принята критиками, которые нашли её захватывающей и убедительной, сочетающей эпическое повествование с героической романтикой.
По мотивам книги новозеландский режиссёр Питер Джексон снял фильм «Властелин колец: Две крепости», вышедший в 2002 году.

## Публикация
«Властелин колец» состоит из шести «книг», не считая предисловия, пролога и шести приложений. В процессе подготовки к публикации роман был разделён на три отдельных тома; причиной послужили послевоенные перебои с бумагой, а также соображения, связанные с размером книги и её ценой. В «Две крепости» были включены книги III и IV.

## Сюжет
В некоторых изданиях имеется синопсис для читателей, не знакомых с содержанием предыдущего тома, «Братство Кольца». В том входят две книги: «Книга III: Измена Изенгарда» и «Книга IV: Кольцо отправляется на восток».

### Книга III: Измена Изенгарда
Отряд огромных орков урук-хай, посланных Саруманом, и другой отряд орков, посланных Сауроном, нападает на Братство Кольца. Боромир защищает Мерри и Пиппина, но орки убивают его и берут в плен двух хоббитов. Арагорн, Гимли и Леголас устраивают Боромиру похороны, возложив его тело на лодку и отправив её вниз по течению Андуина, после чего отправляются в долгую погоню за орками, захватившими Мерри и Пиппина. Через несколько дней в Рохане отряд орков уничтожают всадники рохиррим под предводительством Эомера. Мерри и Пиппину удаётся бежать, скрывшись в древнем лесу Фангорн. Там они встречают Древоборода, старейшего из энтов — «пастырей леса» в виде огромных древоподобных существ, который уводит их вглубь Фангорна. Арагорн, Гимли и Леголас выслеживают хоббитов до опушки леса. В самом лесу они, к своему удивлению, встречают Гэндальфа, который воскрес из мёртвых.
Гэндальф вспоминает, что он убил Балрога, но и сам вскоре умер от полученных ран. Однако его вернули в Средиземье, чтобы он смог завершить свою миссию. Отныне он облачён в белоснежные одеяния и стал Гэндальфом Белым, заняв место Сарумана во главе Белого Совета. Гэндальф сообщает Арагорну, Леголасу и Гимли, что Мерри и Пиппин в безопасности. Вчетвером они едут в Эдорас, столицу Рохана, где Гэндальф освобождает короля Теодена от влияния шпиона Сарумана Гримы Змеиного языка. Теоден собирает войска и отходит с ними в древнюю крепость Хорнбург в Хельмовой Пади. С ним отправляются Арагорн, Гимли и Леголас, а Гэндальф их покидает, чтобы привести подмогу.
Тем временем энты решают атаковать предателя Сарумана. Они нападают на его крепость Изенгард и затапливают её, а сам Саруман прячется в башне Ортанк. Гэндальф убеждает Древоборода отправить армию хуорнов на помощь Теодену в Хельмову Падь. На рассвете Гэндальф и Эркенбранд с войском рохиррим прибывают на помощь осаждённым в крепости, и вместе они одерживают победу над войском Сарумана в битве при Хельмовой Пади. Побеждённые орки Сарумана бегут в лес, где их всех уничтожают хуорны. После битвы Гэндальф, Теоден, Арагорн, Гимли и Леголас отправляются в Изенгард, где встречают Мерри и Пиппина, отдыхающих среди руин. Гэндальф предлагает Саруману добровольно покинуть Ортанк, но тот отказывается, после чего Гэндальф лишает его посоха и членства в Ордене магов и Белом совете. Грима швыряет в Гэндальфа из окна башни тяжёлый круглый предмет, но промахивается. Этот предмет поднимает Пиппин, но Гэндальф забирает его. Однако ночью любопытный хоббит крадёт его у спящего мага. Загадочным предметом оказывается палантир, «видящий камень», с помощью которого Саруман общался с Сауроном и попал под его влияние. Изучая палантир, Пиппин видит Саурона. Тёмный властелин полагает, что хоббит находится в Ортанке в заключении Сарумана и что Кольцо у него. Гэндальф отбирает палантир у хоббита, после чего вместе с Пиппином отправляется в Минас Тирит, столицу Гондора.

### Книга IV: Кольцо отправляется на восток
Фродо и Сэм, покинув остальных членов Братства Кольца и переправившись через Андуин, направляются в Мордор. Несколько дней они пытаются преодолеть труднопроходимое нагорье Эмин-Муиль. Их преследует Голлум, желающий вернуть себе Кольцо. Хоббитам удаётся схватить Голлума. Сэм ему открыто не доверяет, а Фродо сочувствует. Он заставляет Голлума принести клятву верности, после чего тот обещает провести хоббитов в Мордор. Голлум ведёт хоббитов через Мертвецкие болота. Сэм подслушивает, как Голлум, страдающий раздвоением личности, спорит сам с собой по поводу того, помочь ли Фродо или предать его и украсть Кольцо.
Голлум приводит Фродо и Сэма к Чёрным вратам Мордора. Хоббиты понимают, что ворота хорошо охраняются и через них невозможно пройти незамеченными. Голлум предлагает альтернативный путь в Мордор: дорогу на юг до перекрёстка, а затем на восток, до секретного прохода в горах. Фродо соглашается. Все трое идут на юг через Итилиэн, где хоббитов захватывают следопыты Гондора под руководством Фарамира, младшего брата Боромира. В отличие от брата, Фарамир преодолевает искушение Кольцом и отпускает хоббитов.
Голлум проводит хоббитов мимо крепости Минас Моргул через перевал Кирит Унгол, а затем в логово гигантской паучихи Шелоб. Фродо сначала удаётся отпугнуть Шелоб при помощи фиала Галадриэли, вмещающего в себе свет звезды Эарендиля. Когда хоббиты выходят из пещеры, Шелоб нападает вновь. Одновременно Сэма атакует Голлум. Отразив атаку Голлума, Сэм нападает на Шелоб, используя меч Жало и фиал Галадриэли. Хоббиту удаётся серьёзно ранить чудовище, после чего Шелоб убегает. Сэм видит лежащего без сознания Фродо, отравленного паучьим ядом. Полагая, что его хозяин мёртв, Сэм забирает у Фродо Кольцо и решает завершить миссию самостоятельно. Вскоре орки находят тело хоббита и из их разговоров Сэм понимает, что Фродо всё ещё жив, но попал в плен к врагу.

## Персонажи

### Члены Братства Кольца
- Фродо Бэггинс — Хранитель Кольца
- Сэмуайз Гэмджи — слуга Фродо
- Перегрин Тук и Мериадок Брендибак — родственники Фродо и спутники Древоборода
- Гэндальф Белый — член Белого Совета, маг
- Гимли, сын Глоина — гном из Эребора
- Леголас, сын Трандуила — эльфийский принц из Лихолесья
- Арагорн, сын Араторна — наследник Исилдура и королевского престола Арнора и Гондора
- Боромир, сын Денетора — гондорский военачальник

### Герои второго плана
Герои указаны по мере своего появления и развития событий, описанных в книге.
- Гришнак, командир орков Лугбурза.
- Углук, командир урук-хай Сарумана.
- Древобород, страж леса Фангорн
- Эомер, племянник Теодена
- Теоден, король Рохана
- Грима Червеуст, служитель Сарумана
- Эовин, племянница Теодена
- Хама, телохранитель Теодена
- Гамлинг, один из воинов Рохана
- Эркенбранд, полководец Рохана, правитель Вестфольда (одной из областей Рохана)
- Саруман, маг-Истари, перешедший на сторону Саурона
- Голлум (Смеагол), существо, некогда бывшее хоббитом, но подпавшее под власть Кольца. Спутник Фродо и Сэма
- Фарамир, сын Денетора и младший брат Боромира, военачальник Осгилиата
- Анборн, воин Гондора из дружины Фарамира, руководивший ловлей Голлума
- Шелоб, паучиха, охраняющая перевал Кирит Унгол
- Горбаг, вожак отряда орков из Минас Моргула, захвативший в плен Фродо
- Шаграт, вожак отряда орков из Кирит Унгола

## Смысл названия
В письме к Рейнеру Ануину Толкин предложил оставить двусмысленное название: «кто знает, имеются ли в виду Айзенгард и Барад-дур, или Минас Тирит и Б.; или Айзенгард и Кирит Унгол». Однако уже месяц спустя он уточняет, что под двумя башнями понимаются Минас Моргул и Ортанк. На иллюстрации Толкина Минас Моргул изображён в качестве белой башни с тонкой убывающей луной над ней (что является отсылкой к изначальному названию крепости — Минас Итиль, или Башня восходящей луны), а Ортанк — в виде чёрной башни с тремя «рогами» и белой рукой над ней (символ Сарумана). Между двумя башнями летает назгул.

## Нелинейный нарратив
Нарратив в этой книге является нелинейным, в отличие от линейного повествования в «Братстве Кольца». После того, как Братство распалось, его разные группы идут каждая своим путём. В третьей книге вообще ничего не сообщается о Фродо и Сэме, которые отправились в Мордор, а в четвёртой книге, где читатель, наконец, воссоединяется с Фродо, ничего не сообщается о том, что происходит с другими персонажами распавшегося Братства. В третьей книге нарратив наиболее нелинеен, перемещаясь между разными персонажами и временными периодами.
Нелинейный нарратив позволил Толкину создать тщательно продуманную историю, показанную с точки зрения разных персонажей, которые зачастую «находятся в замешательстве и дезориентированы». Узнавая историю определённой группы персонажей, читатель не знает, что происходит в этот момент с другими героями, живы они или нет. При этом Толкин оставил для читателя «повествовательные ориентиры», к примеру, брошь, которую схваченный орками Пиппин бросает на землю, а потом её находит Арагорн. Также нелинейность повествования позволила Толкину создать эффекты саспенса и «клиффхэнгера», например, в истории с внезапным появлением Гэндальфа, энтов и хуорнов в Битве при Хельмовой Пади.
Исследователь творчества Толкина Ричард Уэст отметил некоторую «извилистость сюжета», при которой многие события происходят буднично, как в реальной жизни. К примеру, случайная, казалось бы, встреча Мерри и Пиппина с энтами, приводит к тому, что энты атакуют Сарумана, врага королевства Рохан. Благодаря этому Рохан может прийти на помощь Гондору в войне с Сауроном. При этом хоббиты никогда бы не встретили энтов, если бы орки Сарумана не взяли их в плен и если бы всадники Эомера затем не разбили бы орков. Уэст заметил, что у каждого персонажа или группы персонажей есть своя мотивация, но все истории связаны между собой, что создаёт чувство «переплетения» и взаимосвязи.
Нелинейность нарратива позволила Толкину создавать скрытые взаимосвязи, «переплетения», которые можно заметить лишь ретроспективно, когда читатель понимает, что некоторые события произошли в одно и то же время. Также этот приём позволяет показать неслучайность происходящих событий, «удачу», которая может быть как «обыденной, житейской», так и чем-то «мистическим и сверхъестественным». Эта «удача», по Толкину, проявляется в ходе «постоянного взаимодействия Промысла и свободной воли» с множеством переплетённых между собой факторов и событий.

## Критика
Дональд Барр колонке для «Нью-Йорк таймс» написал о книге положительный отзыв, назвав её «выдающейся работой — чистое восхищение, неотягощённый нарратив, моральная теплота, неприкрытое наслаждение красотой, но прежде всего — восхищение».
Энтони Баучер в обзоре книги для журнала The Magazine of Fantasy & Science Fiction отметил, что книга «требует чрезмерного терпения от своих читателей», так как, по его мнению, в ней содержатся параграфы, которые «можно было бы вырезать, не затрагивая форму или содержание». Тем не менее, он похвалил книгу, заявив, что «ни один писатель, кроме Э. Р. Эддисона, никогда не создавал свою мифологию настолько убедительной и живой», причём это было написано «поразительно красивой прозой».
Журнал The Times Literary Supplement назвал книгу «прозаическим эпосом, восхваляющей мужество», и заявил, что вымышленные королевства Толкина «встают в один ряд с Асгардом и Камелотом» в воображении читателя.
Махмуд Манзалауи написал в газете Egyptian Gazette, что книга не пришлась во вкусу читателям традиционных «современных психологических романов», однако ознаменовала новое направление в художественной литературе.
Джон Джордан в обзоре на книгу в газете Irish Press похвалил повествовательное мастерство Толкина, которое выразилось в «сплетении эпического и героического романа, притчи и сказки, а также более приключенческой детективной истории» в нечто новое, «чуждое и одновременно знакомое нашему опыту». Он особо отметил сцену встречи Мерри и Пиппина с Древобородом, в которой проявилась «любовь к самым слабым, а также связь между очень старыми и очень юными». Также он сравнил смерть и воскрешение Гэндальфа со сошествием Христа в ад и Его воскресением.